# Hoplomachos
Der Hoplomachos (altgriechisch ὁπλομάχος „mit schweren Waffen kämpfend“) war ein reisender Kampfkunstlehrer im klassischen Griechenland des 5. und 4. Jahrhunderts v. Chr. Er unterrichtete gegen Bezahlung militärische Waffenführung und Taktik.

## Weitere Entwicklung
In hellenistischer Zeit entwickelte sich daraus die Hoplomachie. Diese war ein Fechtsport mit Lanze und Schwert, der vor allem von Jugendlichen an Gymnasien betrieben wurde. Er gehörte zur paramilitärischen Ausbildung der Jugendlichen und war Teil öffentlicher Sportwettbewerbe. Die Römer entwickelten daraus einen Gladiatoren, den sie ebenfalls als Hoplomachus bezeichneten.